# Monticello d’Alba
Monticello d’Alba ist eine Gemeinde in der italienischen Provinz Cuneo (CN), Region Piemont.

## Lage und Einwohner
Monticello d’Alba liegt 57 Straßenkilometer nordöstlich von der Provinzhauptstadt Cuneo in der Region Roero. Das Gemeindegebiet umfasst eine Fläche von 10 km² und hat 2349 Einwohner (Stand 31. Dezember 2023). Zur Gemeinde gehören die Fraktionen (Frazioni) Surie, Borgo, Casà, Sant'Antonio, Valdozza und Villa. Monticello d’Alba hat einen Bahnhof an der Bahnstrecke Alessandria–Cavallermaggiore.
Die Nachbargemeinden sind Alba, Corneliano d’Alba, Pocapaglia, Roddi, Santa Vittoria d’Alba und Sommariva Perno.

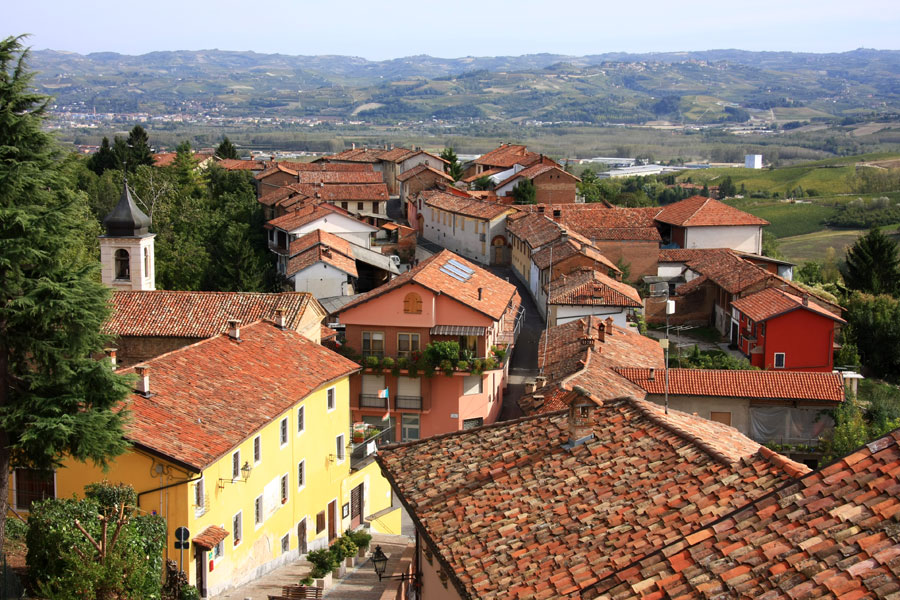
Über den Dächer von Monticello

## Geschichte

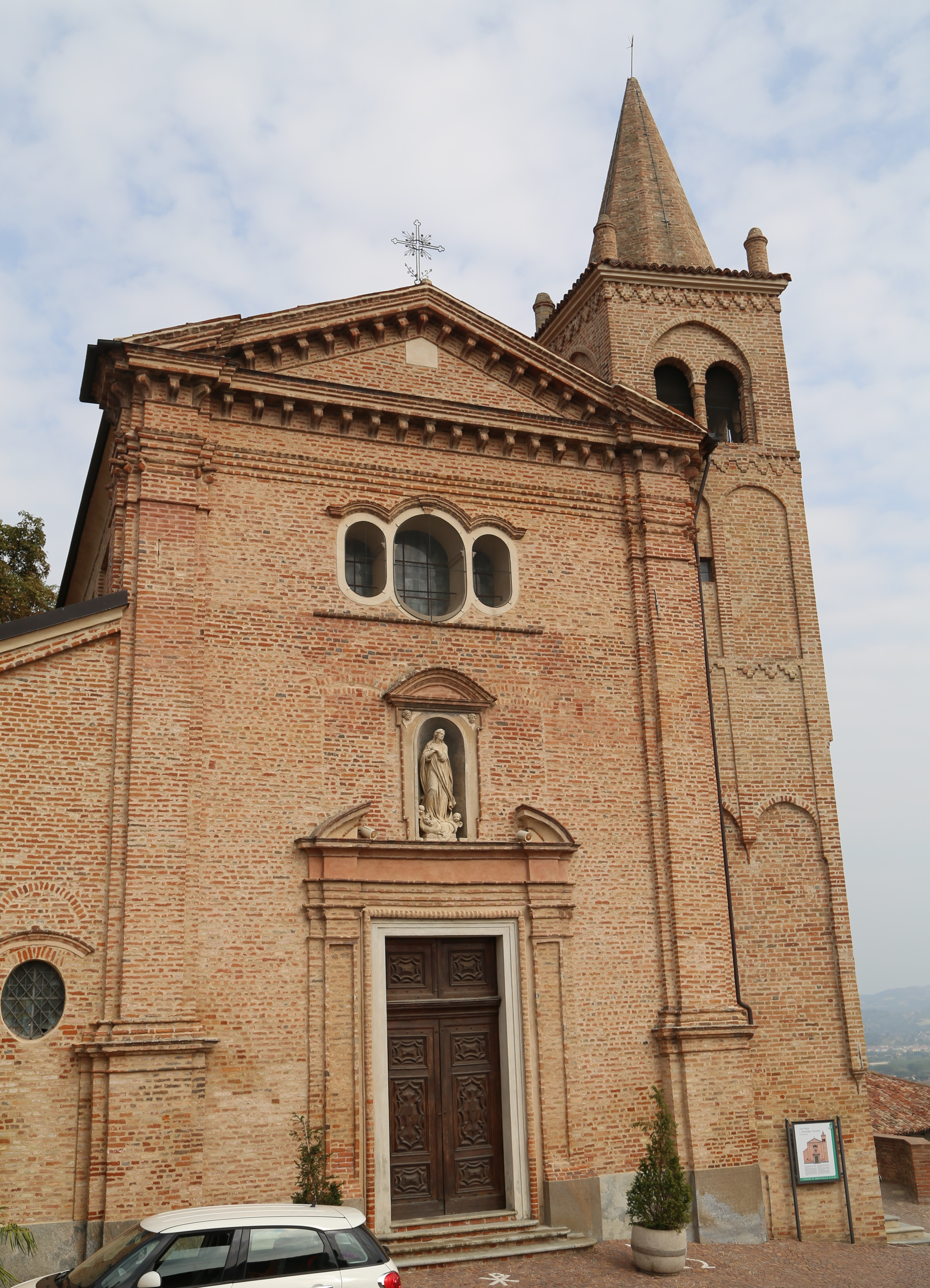
Die Pfarrkirche San Ponio

Die ersten historischen Ereignisse des Dorfes gehen auf das Jahr 1000 zurück, als es unter der Herrschaft der Kirche von Asti stand. Im Jahr 1250 wurde das Dorf infolge der Kriege zwischen Alba und Asti zerstört. 1341 wurde es als Lehen an die Familie Malabaila aus Asti vergeben, die bald nach einem Streit mit der Familie Roero vertrieben und 1376 auf Geheiß von Papst Gregor XI. gezwungen wurde, die Herrschaft an die Familie Roero abzutreten, die stets unter der feudalen Oberhoheit des Bischofs von Asti stand.
Ab 1611 ging es an die Familie Savoyen über, die es in den folgenden Kriegen für Monferrato zu einer Hochburg machte.

## Sehenswürdigkeiten

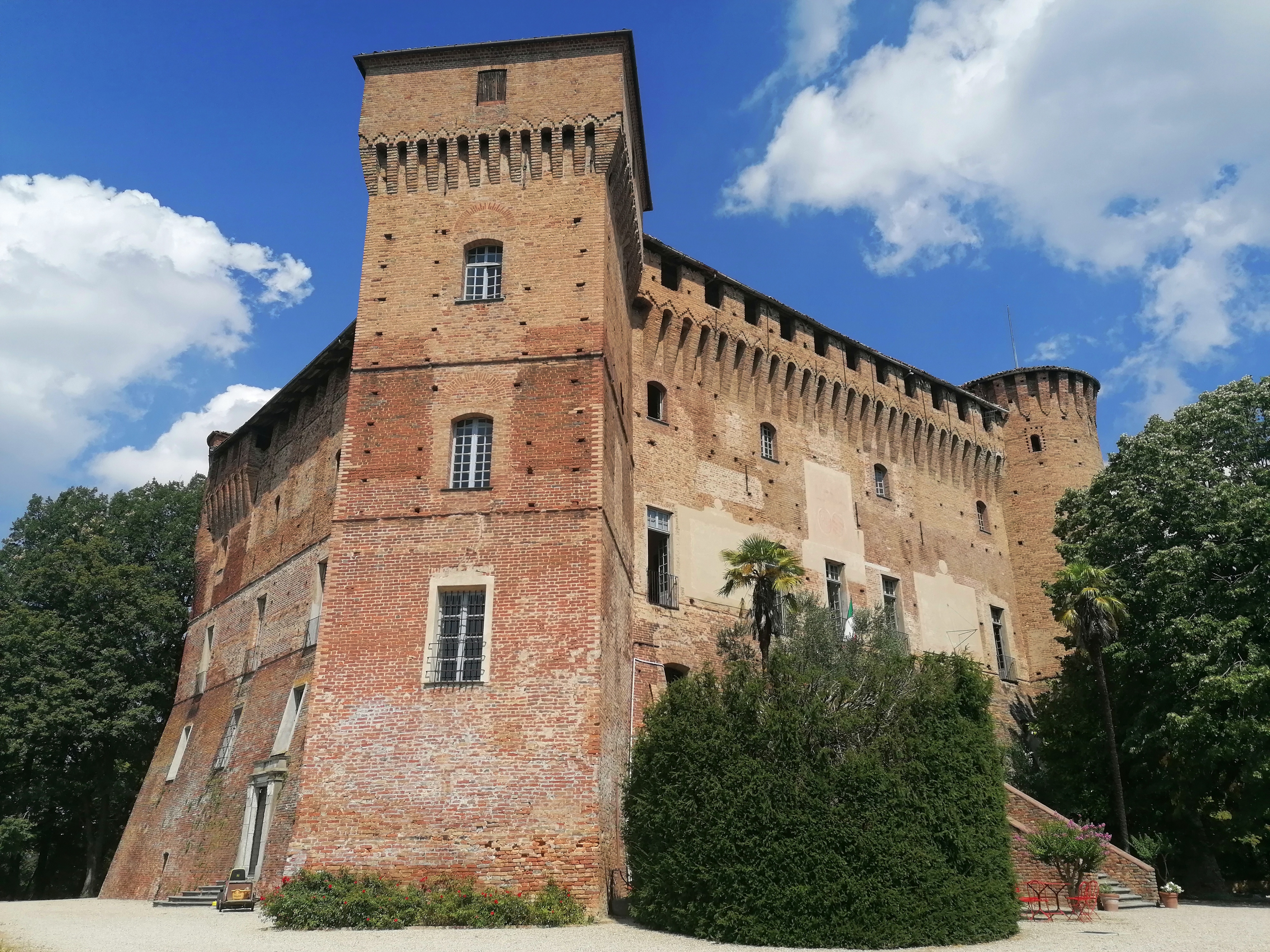
Schloss

- Das Schloss, das immer noch im Besitz der direkten Nachkommen der Familie Roero ist, mehrmals erweitert und renoviert wurde und sich seit über sechs Jahrhunderten im Besitz der Familie befindet, die dem gleichnamigen Gebiet seinen Namen gab.
- Die Kapelle San Ponzio auf dem alten Friedhof mit Fresken aus dem 11. Jahrhundert, die zu den ältesten der Provinz gehören.
- Die Pfarrkirche San Ponzio mit Freskendecke, Taufbecken und Glockenturm (eine Erinnerung an den früheren Bau) aus dem 12.–14. Jahrhundert, in der sich eine prächtige goldene Statue der Jungfrau befindet.
- Die Pfarrkirche der Unbefleckten Empfängnis.
- Die Pfarrkirche San Grato im neugotischen Stil.
- Die Kirche San Lorenzo in Sant'Antonio aus dem Jahr 1861.
- Der Pylon von San Giacomo mit einem einzigartigen Bild des Heiligen.
- Im Kern vom Ortsteil Valdozza befindet sich das Heiligtum der Maria Hilf der Christen mit einem prächtigen Halbmondmosaik, das die Jungfrau darstellt und über dem Portal angebracht ist.
- In der Ortschaft Sant'Antonio die kleine Kapelle, die den Heiligen Lorenzo und Antonio gewidmet ist.
- In Borgo befindet sich die Pfarrkirche der Geburt der Jungfrau Maria mit einem bemerkenswerten goldenen Baldachin über dem Hauptaltar.

## Wirtschaft
In Monticello d’Alba befindet sich der Firmensitz von Eataly.